# 王小平 (官员)
王小平（1962年11月—），男，汉族，河北正定人，中华人民共和国政治人物。新乡师范学院数学系数学专业毕业，中共河南省委党校经济管理专业在职研究生学历。

## 生平
1984年7月参加工作，1984年7月加入中国共产党。1992年11月，任中共浚县委组织部部长。1995年5月，任浚县委副书记。1997年12月，任鹤壁市山城区区长。2001年6月，任中共宝丰县委书记。2005年12月，任平顶山市副市长、中共宝丰县委书记。2006年1月，任平顶山市副市长、新城区管委会主任。2006年12月，任中共郑州市委常委、中共巩义市委书记。2008年10月，任河南省南水北调中线工程建设领导小组办公室副主任、河南省南水北调中线工程建设领导小组办公室主任、河南省水利厅党组副书记。2013年7月，任河南省水利厅厅长。2015年3月，任中共新乡市委副书记、新乡市副市长、新乡市代理市长（4月当选市长）。2016年5月，任中共焦作市委书记，2021年7月卸任，7月30日，河南省第十三届人大常委会第二十六次会议决定任命王小平为河南省人大教育科学文化卫生委员会副主任委员、省人大常委会教育科学文化卫生工作委员会主任。2022年1月任河南省人大教育科学文化卫生委员会主任委员。